# Ruta 14 (Uruguai)
A Ruta 14 (também designada como Brigadier General Venancio Flores) é uma rodovia do Uruguai que liga a cidade de Mercedes a Ruta 9, próximo ao balneário de La Coronilla. Seu traçado passa pelos departamentos de Soriano, Flores, Durazno, Florida, Lavalleja e Rocha.
Foi nomeada pela lei 15497, de 9 de dezembro de 1983, em homenagem a Venancio Flores, político e militar uruguaio.